# St. Martin (Oberneuching)

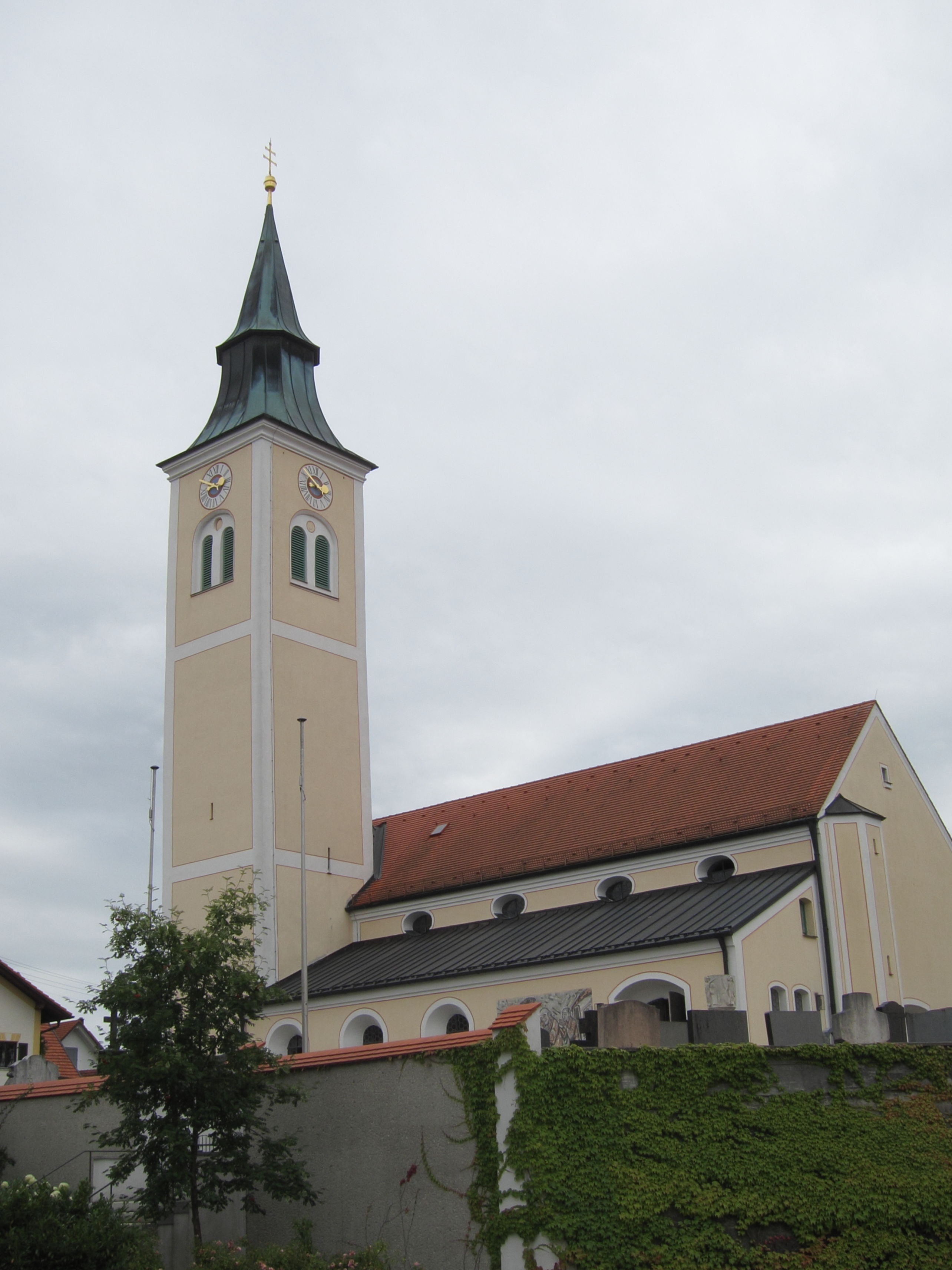
St. Martin in Oberneuching

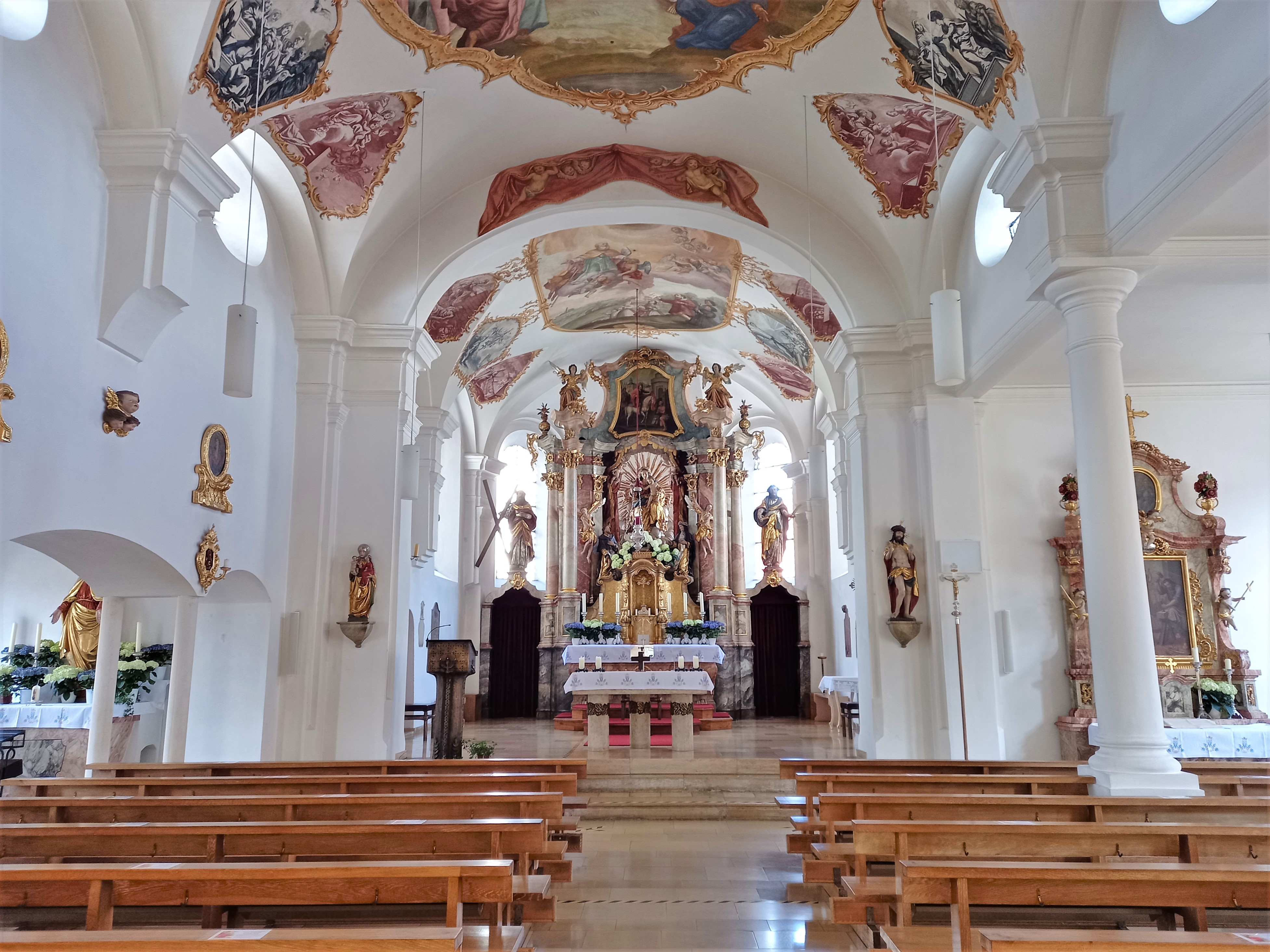
Innenansicht

Die römisch-katholische Pfarrkirche St. Martin steht in Oberneuching, einem Gemeindeteil von Neuching im oberbayerischen Landkreis Erding. Sie ist in der Liste der Baudenkmäler in Neuching unter der Nr. D-1-77-131-1 eingetragen. Die Kirche gehört zum Dekanat Erding im Erzbistum München und Freising.

## Beschreibung
Die im Kern romanische Saalkirche wurde im 15. Jahrhundert um den gotischen Chor und den Kirchturm ergänzt. 1765/66 erfolgte eine barocke Umgestaltung der zunächst aus dem Langhaus, dem eingezogenen, dreiseitig geschlossenen Chor im Osten und dem Chorflankenturm an der Nordwand des Chors bestehenden Kirche. Sie wurde 1966/67 durch den Anbau von zwei Seitenschiffen an das Langhaus zur Basilika erweitert.
Auf der Deckenmalerei von 1765 im Innenraum des Langhauses ist die Himmelfahrt Mariens dargestellt, im Chor ist es Martin von Tours. Den Hochaltar hat um 1765 Matthias Fackler gebaut. Auf den seitlichen Durchgängen stehen die Skulpturen des Andreas und des Bartholomäus. Die Orgel wurde 2003 von Maximilian Offner gebaut.